# Matoaca
Matoaca és una concentració de població designada pel cens dels Estats Units a l'estat de Virgínia. Segons el cens del 2000 tenia 2.273 habitants.

## Demografia
Segons el cens del 2000, Matoaca tenia 2.273 habitants, 866 habitatges, i 651 famílies. La densitat de població era de 344,2 habitants per km².
Dels 866 habitatges en un 34,2% hi vivien nens de menys de 18 anys, en un 53,8% hi vivien parelles casades, en un 16,2% dones solteres, i en un 24,8% no eren unitats familiars. En el 20,8% dels habitatges hi vivien persones soles el 9,6% de les quals corresponia a persones de 65 anys o més que vivien soles. El nombre mitjà de persones vivint en cada habitatge era de 2,62 i el nombre mitjà de persones que vivien en cada família era de 3,03.
Per edats la població es repartia de la següent manera: un 27,2% tenia menys de 18 anys, un 6,2% entre 18 i 24, un 29,7% entre 25 i 44, un 22,9% de 45 a 60 i un 14% 65 anys o més.
L'edat mediana era de 38 anys. Per cada 100 dones de 18 o més anys hi havia 86,6 homes.
La renda mediana per habitatge era de 50.000 $ i la renda mediana per família de 56.163 $. Els homes tenien una renda mediana de 33.722 $ mentre que les dones 26.071 $. La renda per capita de la població era de 19.810 $. Entorn del 5,8% de les famílies i el 6,2% de la població estaven per davall del llindar de pobresa.

## Poblacions més properes
El següent diagrama mostra les poblacions més properes.